# Ой давно, давно постародавно
«Ой давно, давно постародавно» — бойківська щедрівка, йорданська пісня. У пісні суміш язичницьких і християнських образів. Рефрен про хрещення Ісуса Христа не пов'язаний зі змістом щедрівки. Перша частина містить відгомін стародавніх табу, порушення яких може спричинити покарання людей («ясне сонєчко» не буде «рано вставати та землю всвіщати»). Друга частина — традиційне віншування господаря і його родини.  

## Текст
| Ой давно давно постародавно Приспів (рефрен звучить у кожній строфі): Христос хрестився на Йордан рано Поскаржилося ясне сонєчко, Ясне сонєчко милому Богу: - Не буду Боже рано вставати, Рано вставати землю всвіщати, Бо злі ґаздині понаставали В неділю рано рушники прали. Ой давно давно постародавно Поскаржилося ясне сонєчко Ясне сонечко милому Богу: - Не буду Боже рано вставати, Рано вставати землю всвіщати, Бо злі ґаздове понаставали В неділю рано дрива рубали. Ой давно давно постародавно Поскаржилося ясне сонєчко Ясне сонєчко милому Богу: | - Не буду Боже рано вставати, Рано вставати землю всвіщати, Землю всвіщати плоду давати, Бо злі дівчата понаставали В неділю рано косу чесали Ой давно давно давно так було. Та й за цим словом будьте здорові. Маєте дівку шліть по горіўку, Маєте сина най сипле сира, Маєте бабу най крає сало, Маєте діда най крає хліба, Роди ж ти Боже в городци зілля. Суди ж ти Боже в дому весілля, В городци зілля зелененькоє, Вдома весілля веселенькоє, В городци зілля косичитися, Вдома весілля веселитися. За щадрівочку горіўки бочку. Бочку не бочку бодай кварточку. | Ой, давно, давно постародавно Автентична бойківська щедрівка у виконанні мешканців с. Лолин Проблеми з програванням файлу? Див. довідку . |